# Livets Vej
Livets Vej (russisk:Доро́га жи́зни, doroga zhizni) var en transportrute over den frosne Ladoga, som var den eneste forsyningsmulighed til det tysk-belejrede Leningrad i vintermånederne i 1941–1944, mens byen under belejringen var omringet af Heeresgruppe Nord og de finske styrker.
Vejen er i dag en del af UNESCOs Verdensarvsliste .
Belejringen af Leningrad varede 29 måneder, fra 8. september 1941 til 27. januar 1944. De tyske styrker omringede byen sammen med de finske styrker. Over en million indbyggere i Leningrad omkom under belejringen pga. sult, stress, kulde og bombardementer.

## Anvendelse
Livets Vej blev første gang benyttet 2. november 1941, da den første konvoj af slæder trukket af heste fragtede forsyninger til byen. Kort herefter begyndte lastbiler at tage vejen i brug. Via Livets Vej kunne vitale forsyninger blive bragt frem til byen, og civile kunne blive evakueret til det sovjetisk-kontrollerede område på den modsatte kyst. Under vinteren 1941–42 var Livets Vej i brug i 152 dage, helt frem til 24. april.
Omkring 514.000 af byens indbyggere, 35.000 sårede soldater, industrielt udstyr fra 86 fabrikker og enkelte museumsgenstande blev evakueret fra Leningrad under den første vinter med belejring. Selvom vejen var beskyttet af antiluftskytsartilleri på isen og jagerfly i luften, blev lastbilkonvojerne konstant udsat for angreb fra tysk artilleri og fly, hvilket gjorde rejsen farlig. Nogle, der havde overlevet turen på Livets Vej, døbte derfor ruten "Dødens Vej".
Det totale antal mennesker, der flygtede via Livets Vej under Leningrads belejring, var omkring 1,3 millioner, heraf var størstedelen kvinder og børn, som tog turen til fods.
I marts 1942 bjærgede hævningsfortøjet Kommuna fire KV kampvogne, to traktorer og 31 andre køretøjer der var faldet igennem isvejen.
I 1942 blev en rørledning til transport af olie bygget gennem Ladogasøen. Dens længde var 29 km, hvoraf 21 km var over 12,5 meter nede i vandet.
I vinteren 1942–1943 blev Livets Vej taget i brug igen, startende med, at hestetrafikken begyndte den 20. december 1942. Motorkøretøjer blev sat ind 24. december. Konstruktionen af en isjernbane på 30 km længde begyndte også i december 1942.
Operation Iskra var en storoffensiv af tropper mod Leningrad og Volkhov Front, som begyndte om morgenen den 21. januar 1943. Efter voldsommee kampe sejrede den Røde Armé i den fremskudte tyske zone og hen til den sydlige del af Ladoga-søen. Den 18. januar 1943 mødte fronterne hinanden og åbnede derved en korridor til den belejrede by. Straks begyndte både lastbiler og togvogne at bringe forsyninger ind til Leningrad.
Leningrad var stadig et mål for i hvert fald delvise angreb såvel som artilleribombardementer, indtil en sovjetisk offensiv brød igennem de tyske linjer 27. januar 1944.
For den heroiske modstand, indbyggerne ydede, blev Leningrad som den første by beæret med titlen helteby i 1945.